# Benyamin Sueb
Benyamin Sueb, född 5 mars 1939 i Jakarta, död 5 september 1995 (hjärtattack) var en indonesisk skådespelare.

## Filmografi
- 1995 – Si Doel Anak Sekolahan (tv-serie)
- 1976 – Si Doel Anak Modern
- 1976 – Si Pitung Berkasi Kembali
- 1972 – Si Doel Anak Betawi